# Enredados
Enredados (titulada Tangled en inglés) es una película estadounidense, perteneciente al género de aventuras, comedia musical y animación 3D por computadora de 2010, producida por Walt Disney Animation Studios y lanzada por Walt Disney Pictures. Basada parcialmente en el cuento de hadas alemán "Rapunzel" de la colección de cuentos folclóricos publicados por los hermanos Grimm, es la número 50° en el canon de Walt Disney Animation. Con las voces de Mandy Moore, Zachary Levi y Donna Murphy, la película cuenta la historia de una princesa joven y perdida llamada Rapunzel con el pelo largo, rubio y mágico, que anhela abandonar su torre donde se encuentra aislada. Contra los deseos de su madre falsa, adoptiva y secuestradora, la malvada bruja Madre Gothel, acepta la ayuda de un intruso ladrón llamado Flynn Rider para llevarla a observar los globos de cantoya que arrojan al cielo cada vez que ella cumple años.
Antes del lanzamiento de la película, su título fue cambiado de Rapunzel a Enredados, según los informes, para comercializar la película como género neutral. Tangled pasó seis años en producción con un costo que se ha estimado en 260 millones de dólares, que de ser exacto, lo convertiría en la película de animación más cara jamás realizada y la decimoquinta película más cara de todos los tiempos. La película empleó un estilo artístico único combinando las características de las imágenes generadas por computadora (CGI) y la animación tradicional, al tiempo que utiliza la representación no fotorrealista para crear la impresión de una pintura. El compositor Alan Menken, que había trabajado en los anteriores filmes animados de Disney, volvió para trabajar en la partitura de Tangled.
Tangled tuvo su premier en Teatro El Capitán de Los Ángeles el 31 de octubre de 2010 e internacionalmente el 19 de noviembre del mismo año. La película fue bien recibida por la crítica y el público. La película obtuvo $ 591 millones en ingresos de taquilla en todo el mundo, $ 300 millones de los cuales los obtuvo en los Estados Unidos y Canadá. La película fue nominada para varios premios, incluida la Mejor canción original en los 83.os Premios de la Academia. La película fue lanzada en Blu-ray y DVD el 31 de marzo de 2011. Un cortometraje, Enredados por siempre, fue lanzado más tarde en 2012 y una serie de televisión se estrenó en 2017 comenzando con una película original de Disney Channel.

## Argumento
La película inicia con una narración hecha por Flynn Rider, en la cual relata que una gota de sol cae a la tierra, transformándose en una mágica flor dorada, que tenía el poder de curar a los enfermos y heridos. Una malvada, vieja y fea bruja anciana llamada Gothel la encontró y, cada vez que le cantaba una canción especial llamada Flor dorada y mágica que da fulgor, recibía el poder de la flor dorada y mágica y se volvía joven y hermosa. Decidió esconderla sólo para ella para así mantenerse de tal forma, indefinidamente. Siglos después, cerca del lugar, se alzó un reino y enfermó la joven Reina estando embarazada, todas las personas del reino desesperadamente buscaban algo que la curara. Entonces decidieron buscar la mágica flor dorada, ya que habían oído rumores de sus mágicos poderes curativos. Esa misma noche la malvada bruja Gothel volvió a utilizar la flor dorada mágica para volverse joven y hermosa, pero en ese instante escuchó que los guardias del reino se acercaban, por lo que la escondió nuevamente como habitualmente lo hacía, sólo que esta vez por accidente, el arbusto que usaba para cubrirla lo colocó en mala posición dejando al descubierto la mágica flor dorada, entonces los guardias del castillo hallaron la flor y la llevaron al palacio, prepararon un té curativo con sus pétalos y se la sirvieron a la Reina, la cual bebió y se curó de su enfermedad.  
Un tiempo después nació la princesa Rapunzel, hija del Rey y la Reina del Reino de Corona, quien tenía una cabellera larga, dorada y rubia, heredando en su cabello todos los poderes mágicos de la mágica flor dorada. Para conmemorar su nacimiento, su padre y su madre, el Rey y la Reina, lanzaron al cielo una Linterna flotante. Con el deseo de seguir preservando su belleza y juventud, esa noche la malvada bruja Gothel logra infiltrarse en el castillo e intenta robar un poco de cabello de Rapunzel, pero su intento no funciona, ya que al cortarlo se da cuenta de que este se torna castaño y pierde sus poderes mágicos, por lo que decide secuestrarla, frente a la mirada del Rey y la Reina, llevándola a una torre oculta en el bosque. El reino la buscó por varios días pero nunca la encontraron, así que en cada cumpleaños de Rapunzel, los habitantes del Reino de Corona soltaban miles de linternas flotantes con la esperanza de que Rapunzel, la princesa perdida, volviera al castillo y se reencontrara con sus padres. Mientras tanto la malvada bruja Gothel crio a la princesa Rapunzel como hija suya. 
Dieciocho años después la princesa Rapunzel (voz de Mandy Moore en la versión original) es una joven y bella adolescente, con una larga cabellera rubia y dorada de 21 metros y continúa viviendo junto a Gothel en la torre de la cual nunca ha salido, acompañada por su camaleón, Pascal. Gothel había cuidado a Rapunzel bajo la mentira de que es su madre, para así aprovecharse de los mágicos poderes de su cabello y mantenerse joven y hermosa. Rapunzel pasa los días jugando con Pascal, pintando los muros de la torre donde vive y peinando su largo cabello. Sin embargo, el día de su cumpleaños le pide a la malvada bruja Gothel, su madre falsa, adoptiva y secuestradora, permiso para ir a la ciudad a ver las linternas flotantes que aparecen en el cielo nocturno cada año y que coinciden con la fecha de su cumpleaños, pero la malvada bruja Gothel se niega. Mientras tanto, el ladrón Flynn Rider (voz de Zachary Levi en la versión original) y los hermanos Stabbington entran en el castillo y roban la corona de Rapunzel, la princesa perdida. Los guardias del castillo los persiguen rápidamente por el bosque, pero los hermanos y Flynn terminan acorralados en un pequeño acantilado y sin salida. Con los guardias reales acercándose, Flynn se las ingenia para que los hermanos lo ayuden a subir para luego ayudarlos, sin embargo estos no confían en él y le piden que deje la corona. Una vez arriba los hermanos le piden su ayuda para subir, pero Flynn los termina traicionando y escapa con la corona, posteriormente Flynn tira al jinete de un caballo perteneciente a la guardia real llamado Maximus y trata de huir en él, pero Maximus se niega e intenta recuperar la corona. Flynn logra perder a Maximus y se esconde en una cueva cubierta por unos arbustos y encuentra la torre donde vive Rapunzel.

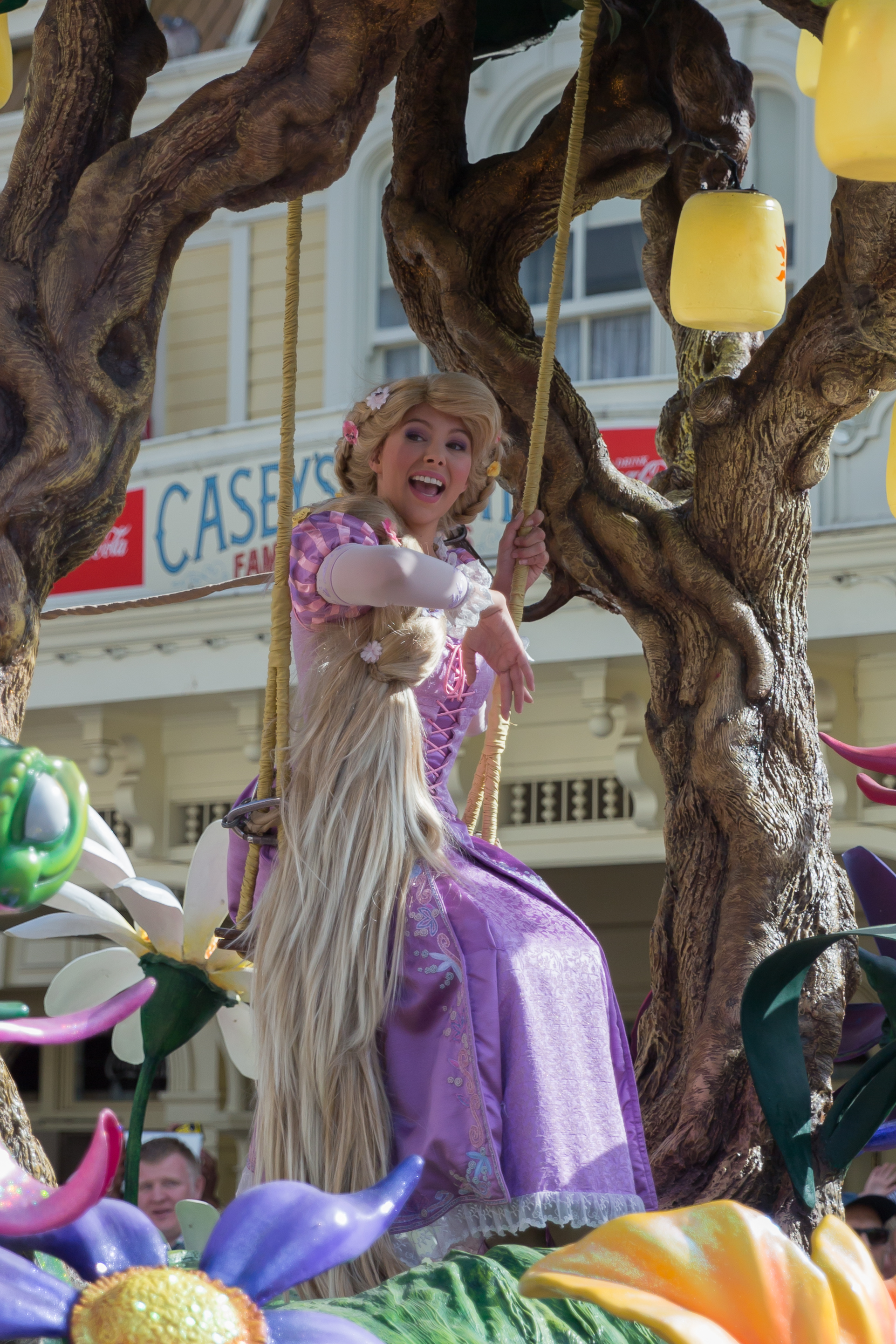
La princesa Rapunzel en una carroza de Disneyland París

Una vez adentro de la torre, Flynn piensa que esta a salvo de los guardias. Sin embargo, Rapunzel, presa del pánico, lo golpea con una sartén en la cabeza, dejándolo inconsciente y luego lo encierra en un armario. Ella se da cuenta de que puede cuidarse sola fuera de la torre al atrapar a una persona, así que planea enseñárselo a su madre falsa, para que deje de considerarla una joven indefensa y así poder ir a ver las linternas flotantes; luego encuentra la corona robada en la bolsa de Flynn y se la coloca en su cabeza, sin saber que realmente es suya. Antes de que pueda mostrarle a su madre que tiene capturado a Flynn, la malvada bruja Gothel le grita que nunca saldrá de la torre, argumentando que el mundo exterior es muy malvado y peligroso para ella. Rapunzel decide engañarla pidiéndole como regalo de cumpleaños una pintura fabricada de caracoles blancos que Gothel le regaló en un cumpleaños anterior, pero para conseguirla hay que hacer un viaje de tres días, tiempo apropiado para que ella pueda salir de la torre y regresar sin que Gothel se de cuenta. Cuando Gothel se retira, Rapunzel esconde la corona antes de despertar a Flynn por medio de Pascal y decide negociar con él, sin embargo, Flynn le pregunta por su bolsa y Rapunzel le dice que la escondió en un lugar donde nunca la encontraría, no obstante, Flynn adivina en dónde está escondida, por lo que Rapunzel nuevamente lo golpea con la sartén y la esconde de nuevo. Flynn es despertado por Pascal, entonces Rapunzel le pide que a cambio de la corona la lleve a ver las linternas flotantes y luego regresarla a la torre. Flynn acepta de mala gana, bajan de la torre y parten hacia el reino.
En esos momentos Gothel se encuentra con Maximus, cuando ve que no tiene jinete y que pertenece a la guardia real, regresa asustada a la torre para asegurarse que Rapunzel esté segura, pero no la encuentra. Creyendo que se la llevaron los guardias reales, encuentra la corona y un cartel de "Se Busca y Recompensa" de Flynn, por lo que agarra una daga y sale a buscarla. Mientras tanto Flynn lleva a Rapunzel al bar, "Snuggly Duckling" ("El Patito Modosito" en Hispanoamérica y "El Patito Frito" en España), en el que se reúnen varios rufianes. Éstos se dan cuenta de que la guardia real está buscando a Flynn, por tal motivo todos quieren atraparlo para cobrar la recompensa, pero Rapunzel lo defiende y les cuenta su sueño de ver las linternas flotantes, lo que provoca que todos los rufianes comiencen a cantar una canción en la que relatan los sueños de cada uno. Mientras todos cantan, Gothel llega a "Snuggly Duckling" y a escondidas escucha y observa todo lo que pasa adentro del bar. 
De pronto, uno de los rufianes entra al bar acompañado por los guardias reales que buscan a Ryder, llevando consigo a los hermanos Stabbington, ahora arrestados, pero los rufianes ayudan a escapar a Rapunzel y a Flynn por un túnel secreto. Cuando los guardias no lo encuentran aparece Maximus y descubre el túnel secreto, entonces todos ellos deciden entrar a buscarlo, dejando solo a un guardia vigilando a los hermanos, sin embargo éstos se deshacen del guardia y logran liberarse de sus grilletes, partiendo también en la búsqueda de Flynn. Al pasar por una presa se presentan diversos percances que hacen que se rompa y el agua contenida arrastra a todos los personajes. Rapunzel, Flynn y Pascal quedan atrapados en una cueva en el fondo de una cantera la cual empieza a inundarse, ambos intentan encontrar una salida sin éxito, Flynn, al intentar mover una roca, se corta en la palma de su mano derecha. En la oscuridad y creyendo que no hay forma de salvarse, Rapunzel se lamenta por todo lo ocurrido, Flynn por su parte le confiesa que su verdadero nombre es Eugene Fitzherbert, a lo que Rapunzel le responde que su cabello es mágico y que irradia luz cuando canta, después de decir esto Rapunzel se da cuenta de que su cabello los puede ayudar, así que canta la canción y gracias al brillo de su cabello encuentran una salida.
Al logra salir y estar a salvo, acampan para pasar la noche. Rapunzel le dice a Eugene que su cabello es mágico y que tiene el poder de sanar y rejuvenecer a cualquier persona, así que cura la herida de la mano de él (aunque al principio le advierte a Eugene no entrar en pánico). También le cuenta que cuando su cabello es cortado deja de ser rubio y se vuelve castaño, perdiendo su poder mágico y ya no crece más, para protegerla de quienes quisieran aprovecharse de estos poderes mágicos de su larga cabellera rubia y dorada, Gothel la mantenía encerrada en la torre escondida en lo más profundo del bosque, siendo el motivo por el cual nunca había salido a ver las linternas antes. Cuando Eugene va a buscar leña, Gothel aparece y trata de llevarse a Rapunzel de vuelta a la torre, pero ella se rehúsa a volver con Gothel. Enojada, le da a Rapunzel la corona que quiere Eugene y le dice que a Eugene solo le importa la corona y no ella. Gothel se va y Rapunzel decide esconder la corona. Por la mañana, Máximus se aparece en el campamento con la intención de llevarse a Eugene, pero Rapunzel lo convence de que no lo capture hasta que ella haya visto las linternas flotantes y porque es su cumpleaños, Maximus acepta los términos aunque de mala gana por lo que siguen su camino. Ya estando en el reino, Eugene, Rapunzel, Maximus y Pascal pasan el día en distintos lugares de la ciudad, conociendo a los habitantes de la misma y pasando el día divirtiéndose, al anochecer consiguen un bote para pasear en el lago del reino y admirar las linternas flotantes, dejando a Maximus esperando en el muelle mientras se come las manzanas que "compró" Eugene, aunque según él, la mayoría. Al estar en el bote, Eugene le da como obsequio dos linternas flotantes a Rapunzel, uno para él y otro para ella. Luego de lanzarlos, Rapunzel le da la corona a Eugene y le cuenta que estaba asustada, pero que ya no tiene miedo. Eugene le contesta que la comprende y admira su belleza. Esto provoca una reacción de afecto entre ambos para darse un beso, justo en ese momento Eugene divisa a los hermanos y decide ir a darles la corona y no tener ningún problema.
Los hermanos Stabbington, los cuales habían sido persuadidos por Gothel, dicen que el cabello de Rapunzel es más valioso que la corona, y luego dejan inconsciente a Eugene, lo atan a un barco con la corona y lo empujan al castillo. Rapunzel, sin saber que la engañaron, ve al barco yéndose, dándole a entender que a Eugene solo le interesaba la corona y no ella, y piensa que su madre dijo la verdad. Los hermanos inmediatamente intentan raptar a Rapunzel por el conocimiento del poder de su cabello, sin embargo, Gothel aparece, traiciona a los hermanos, "rescata" a Rapunzel de ellos y vuelve nuevamente a la torre. El barco en el que iba Eugene se estrella contra el muelle del castillo y estaba lleno de guardias que lo reconocieron inmediatamente y lo apresan, Maximus se entera de esto y se percata de que Rapunzel no estaba con Eugene, deduciendo que algo andaba mal, por esta razón decide ir a buscar ayuda. Al día siguiente mientras apresaban a Eugene, él se encuentra con los hermanos en una celda y le pregunta a uno de ellos cómo es que sabían de Rapunzel, éste confiesa que no fue idea de ellos sino que les dijo Gothel. Eugene se da cuenta de que Rapunzel está en peligro e intentó advertírselo a los guardias, pero ellos no lo escucharon. 
Mientras tanto en la torre, Rapunzel está deprimida porque Eugene la engañó, pero todavía conservaba la bandera que le dio él con el Símbolo Real, en ese momento observó el techo de su cuarto y ve que en todas las pinturas que pintó inconscientemente dibujó el símbolo de la Familia Real y ahí recuerda a sus verdaderos padres, el Rey y la Reina. En ese momento Rapunzel lo recuerda todo, e inmediatamente se da cuenta de que ella es la princesa perdida, va y confronta a Gothel diciéndole que no es su verdadera madre sino una impostora e incluso descubrió que ella fue quién la secuestró, cuando Rapunzel todavía era solo una bebé recién nacida. Entonces Gothel le comenta que solo lo hizo para protegerla supuestamente del mundo malévolo, pero la verdad fue que lo hizo para mantenerse joven y hermosa gracias al poder mágico de su largo cabello. Rapunzel enfurecida le pregunta qué fue lo que hizo con Eugene y Gothel le revela que él será llevado a la horca por sus crímenes y que todo eso era lo que tenía que pasar, Rapunzel le aprieta la mano a Gothel cuando le intentó tocar su cabello y dijo que se equivocó con el mundo y a su vez con ella, además diciéndole que no le permitirá nunca más usar el poder mágico de su cabello largo, rubio y dorado otra vez. En el momento que Rapunzel intenta retirarse de la torre, Gothel comenta en tono amenazante diciendo: "¿Quieres volverme la villana? Bien, seré también la villana". De regreso en el castillo, Eugene sigue apresado, pero cuando todo parecía perdido para él, lo rescatan los rufianes que conocieron a Rapunzel en "Snuggly Duckling" y escapa montado en Maximus (quien decidió dejar de perseguir a Eugene y el que había ido a buscar a los rufianes) para ir a salvar a Rapunzel de su secuestradora a la torre.
Eugene llega a la torre e intenta rescatarla, pero una vez arriba, ve a Rapunzel amordazada y encadenada y antes de que ella pudiera advertirle, Gothel apuñala mortalmente a Eugene en el estómago. Después de esto Gothel intenta llevarse a Rapunzel a un lugar en donde nunca más pudieran encontrarla. Tras una larga pelea, Rapunzel le dice que pasará cada momento queriendo alejarse de ella, pero si le permite curar a Eugene con sus poderes mágicos se irá con ella, a pesar de que él se rehúse a esto. Gothel accede, sabiendo que Rapunzel jamás rompe una promesa, pero luego encadena a Eugene para evitar que las siga. Rapunzel intenta curarlo, pero Eugene, en medio de su debilidad y sufrimiento, no se lo permite y Rapunzel le dice que no lo dejará morir. Entonces, Eugene le corta el cabello a Rapunzel con un pedazo de cristal de un espejo roto, haciendo que se vuelva castaño y pierda a su vez todo su poder mágico obsequiándole finalmente su libertad. Gothel, al ver que el cabello de Rapunzel se volvía castaño y perdía toda su magia, rápidamente envejece y revela su verdadero rostro, que es el de una horrible, vieja y fea bruja anciana. Al no aceptar su vejez y presa de un ataque de pánico, la malvada bruja Gothel se cubre su rostro con su capa, ya que debido al uso excesivo de los poderes de Rapunzel comienza a demacrarse con extrema rapidez y tropieza con el cabello castaño (tirado por Pascal) y termina cayendo por la ventana de la torre hacia el vacío, donde momentos después se muestra que solamente la capa de esta villana llega al suelo, entendiéndose que la malvada bruja Gothel finalmente murió al convertirse su cuerpo en polvo. 
Mientras tanto, Rapunzel corre rápidamente a auxiliar a un moribundo y agonizante Eugene, sabiendo que le queda poco tiempo de vida, pero desafortunadamente sus esfuerzos son completamente inútiles ya que sin los poderes de su cabello no puede hacer nada para salvarlo. Eugene, con su último aliento, le confiesa el amor que siente por ella y a la vez ella también confiesa su amor por él. Finalmente Eugene muere en los brazos de Rapunzel y tras esto ella empieza a llorar de dolor por su pérdida, pero justo cuando todo parecía perdido, una lágrima de Rapunzel cae en el rostro de Eugene y esto hace que se le cure su herida mortal y por consiguiente lo resucita. En ese momento Eugene despierta nuevamente. Rapunzel lo abrace de alegría y lo besa felizmente. 
Momentos después, Rapunzel regresa al castillo donde estaban sus verdaderos padres, que eran el Rey y la Reina. Ahí su madre al principio no la reconoce, pero después se abrazan. Vuelven a estar juntos otra vez y le piden a Eugene que forme parte de este momento emotivo. Después de toda esta aventura, Eugene menciona en una voz en off que Rapunzel regresó a su verdadero hogar y se realizó un largo festejo que duró casi tres semanas; por otro lado, los sueños de cada uno de los rufianes de "Snuggly Duckling" se cumplen. Al final se revela que Rapunzel y Flynn, se casaron y vivieron felices por siempre.

## Personajes

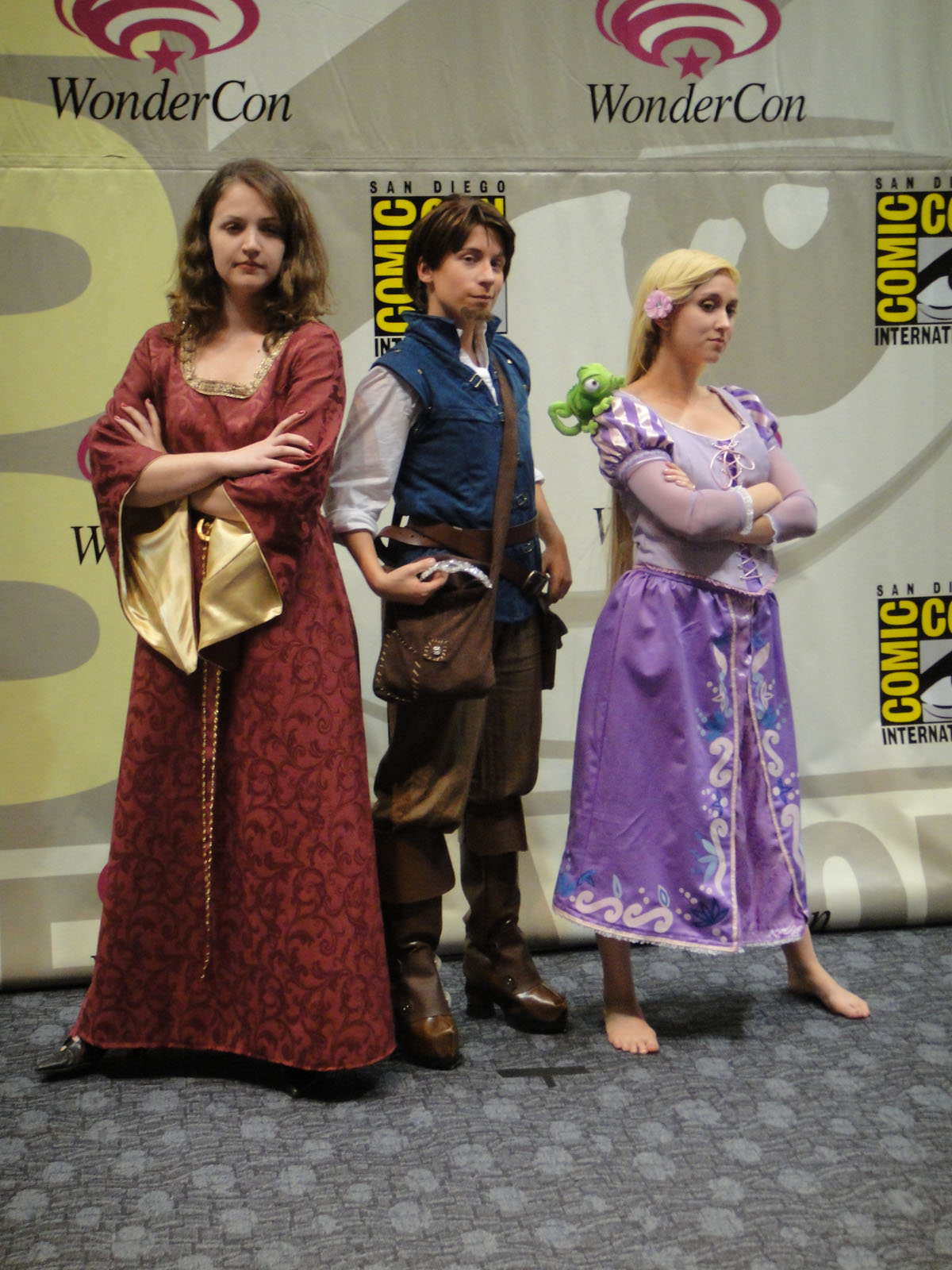
WonderCon 2009: cosplays de Gothel, Flynn Rider y Rapunzel

### Principales
- Rapunzel: La princesa protagonista de la historia. Tiene 18 años. Ella fue encerrada en una torre, apartada del mundo bajo la tutela de su madre falsa, adoptiva y secuestradora, la malvada bruja Gothel. Podría decirse que es una persona común, mas su extraordinaria y larga melena rubia, mágica y dorada (de unos 21 metros), capaz de sanar a los heridos y enfermos, nos dice lo contrario. A pesar del encierro en la torre, hecho por su madre falsa, adoptiva y secuestradora, la malvada bruja Gothel, su gran sueño es ver las linternas flotantes que lanzan el día de su cumpleaños, porque siente que le ayudará a averiguar quién es. Finalmente descubre quién es en realidad: la princesa perdida y la hija única del Rey y de la Reina del Reino del Sol.
- Flynn Rider: Tiene 26 años. Su verdadero nombre es Eugene Fitzherbert; se crio en un orfanato. Ladrón de profesión, aunque sueña comprarse una isla y vivir en un castillo rodeado de dinero. Roba la corona destinada a la princesa perdida y en la huida llega hasta la Torre donde se encuentra Rapunzel a quien guía hasta el reino para que pueda ver las linternas flotantes que lanzan cada año el día del cumpleaños de la princesa perdida. Aunque al principio era un ladrón, después se enamora de Rapunzel.
- Pascal: un camaleón, es el mejor amigo de Rapunzel pues ha sido su compañía desde que Rapunzel era una niña. Tiene la habilidad de cambiar de colores y con estampados camuflándose con el entorno. También cambia de color con sus diferentes estados de ánimo. Al principio no congenia muy bien con Flynn.
- Maximus o "Max": Caballo de la Guardia Real, quien fue tras Flynn Rider por robar la corona, pero después es convencido por Rapunzel para que no lo arreste. Su sueño es mantener el orden y la ley en el reino.

### Antagonistas
- Madre Gothel: Es una malvada, vieja y fea bruja anciana que gracias al poder mágico de la flor dorada se vuelve joven y hermosa. También es la madre falsa, adoptiva y secuestradora de Rapunzel. La ha mantenido cautiva desde que era una bebé en la torre para poder vivir cientos de años gracias a las cualidades mágicas del cabello largo, dorado, mágico y rubio de Rapunzel, su hija falsa.
- Los hermanos Stabbington: Iban a robar la corona de la princesa Rapunzel con Flynn Rider pero luego son traicionados por él y se vengan provocando que lo arresten, luego son chantajeados por Gothel para ayudarla en su peculiar venganza, sin embargo son traicionados por esta más tarde y son enviados a prisión.

### Secundarios
- Mano de Garfio: Rufián de "Snuggly Duckling", ayuda a Flynn y a Rapunzel a huir de la Guardia Real por una trampilla, es avisado por Max del arresto de Flynn, su sueño es ser un gran pianista.
- Narizotas: Rufián de "Snuggly Duckling", su sueño es encontrar el amor de su vida.
- El Rey y la Reina: Los verdaderos padres de Rapunzel que esperan que un día su hija perdida, la Princesa Rapunzel, regrese con ellos dos a sus brazos otra vez.

## Reparto
| Personaje                        | Actor de voz original (EE. UU.) | Actor de doblaje (España)     | Actor de doblaje (Hispanoamérica) |
| -------------------------------- | ------------------------------- | ----------------------------- | --------------------------------- |
| Rapunzel                         | Mandy Moore                     | Carmen López Pascual          | Danna Paola                       |
| Rapunzel                         | Delaney Rose Stein              | Isabel Nogueras               | Sara Gómez                        |
| Flynn Rider / Eugene Fitzherbert | Zachary Levi                    | Javier Lorca (diálogos)       | Chayanne                          |
| Flynn Rider / Eugene Fitzherbert | Zachary Levi                    | Tony Mateo (canciones)        | Chayanne                          |
| Madre Gothel                     | Donna Murphy                    | Ana Ángeles García (diálogos) | Irasema Terrazas                  |
| Madre Gothel                     | Donna Murphy                    | Celia Vergara (canciones)     | Irasema Terrazas                  |
| Rufián del Garfio                | Brad Garrett                    | Rafael Torres                 | Sebastián Llapur                  |
| Hermanos Stabbington             | Ron Perlman                     | Pedro Tena                    | Mario Arvizu                      |
| Hermanos Stabbington             | Ron Perlman                     | Pedro Tena                    | Idzi Dutkiewicz                   |
| Rufián Narigón                   | Jeffrey Tambor                  | Manuel Bellido                | Alberto Castillo                  |
| Capitán de la Guardia            | M. C. Gainey                    | Rafael Azcárraga              | Mario Díaz Mercado                |
| Rufián Cupido                    | Paul F. Tompkins                | Alfredo Cernuda               | Carlos Cobos                      |
| Vladimir                         | Richard Kiel                    | Héctor Garay                  | Juan Carlos Tinoco                |
| Niña pequeña                     | Delaney Rose Stein              | ?                             | Andrea Gómez                      |

## Recepción

### Crítica
La película recibió reseñas positivas de parte de la crítica y de la audiencia. En el portal de internet Rotten Tomatoes, la película posee una aprobación de 89%, basada en 217 reseñas, con una puntuación de 7.5/10 por parte de la crítica, mientras que de parte de la audiencia tiene una aprobación de 86% basada en 149 567 votos y con una puntuación de 4.1/5.
La página Metacritic le ha dado a la película una puntuación de 71 de 100, basada en 34 reseñas, indicando "reseñas generalmente positivas". 
Las audiencias de CinemaScore le han dado una puntuación de "A+" en una escala de A+ a F, mientras que en el sitio IMDb los usuarios le han dado una puntuación de 7.8/10, con base en más de 330 000 votos. En FilmAffinity ha recibido una calificación de 6.9/10, basada en más de 36 000 votos.
Todo esto, además de mantener críticas muy positivas, incluyendo dieces, de varios críticos reconocidos.
Tomás Fernández Valentí valora el film como "un perfecto ensamblaje entre tradición y modernidad" señalando que logra recoger el estilo tradicional Disney en materia de representación de cuentos de hadas y lleva a cabo una actualización digital que se cohesiona con rara armonía gracias a la labor de animadores y guionistas.
Jordi Costa, experto en Disney, afirma en "El País" que lo mejor de la película "Esta en su capacidad para prolongar y reproducir la estética tradicional de los clásicos Disney sin que el purista acabe por ver en el cambio a la animación digital una traición estética"
(Se seguirá actualizando esta categoría añadiendo nuevas críticas y opiniones acerca de este clásico instantáneo).

### Taquilla
La película recaudó $48.767.052 en su primer fin de semana en Estados Unidos y $17.373.685 en otros territorios para un total de $66.140.737 mundialmente.
Hasta el final de su tiempo en taquilla, la película recaudó $300.821.936 en la taquilla estadounidense y $390.973.000 en la taquilla extranjera, recaudando así un total de $691.794.936, situándose en el puesto #185 y #136 de las Historias de amor de Estados Unidos y del mundo respectivamente.
Es la octava película con la mayor recaudación del 2008.
En España, tras su estreno el 4 de febrero de 2011, la cinta de Disney ha conseguido convertirse en el mejor estreno del fin de semana y además se alza con el título de mayor apertura animada Disney de la historia de este país.

## Banda sonora
Enredados es una comedia épica, romántica y musical. La música está compuesta por el compositor Alan Menken, ganador de 8 premios de la Academia, gracias a su trabajo en clásicos Disney de la talla de La Sirenita, La bella y la bestia, Aladdín o Pocahontas.